# Bena (Minnesota)
Bena – miasto w Stanach Zjednoczonych, w stanie Minnesota, w hrabstwie Cass.